# Привільненська сільська рада (Генічеський район)
Приві́льненська сільська́ ра́да — адміністративно-територіальна одиниця та орган місцевого самоврядування в Генічеському районі Херсонської області. Адміністративний центр — село Привільне.

## Загальні відомості
Привільненська сільська рада утворена в 1909 році.
- Територія ради: 95,96 км²
- Населення ради: 1 444 особи (станом на 2001 рік)

## Населені пункти
Сільській раді підпорядковані населені пункти:
- с. Привільне
- с. Велетнівка
- с-ще Жовтневе
- с-ще Радянське

## Склад ради
Рада складається з 16 депутатів та голови.
- Голова ради: Правдюк Валентина Миколаївна
- Секретар ради: Сазанова Олена Миколаївна

### Керівний склад попередніх скликань
| Прізвище, ім'я, по батькові  | Основні відомості                                                         | Дата обрання | Дата звільнення |
| ---------------------------- | ------------------------------------------------------------------------- | ------------ | --------------- |
| Правдюк Валентина Миколаївна | Сільський голова, 1953 року народження, освіта вища                       | 26.03.2006   | 31.10.2010      |
| Правдюк Валентина Миколаївна | Сільський голова, 1953 року народження, освіта вища, член Партії регіонів | 31.10.2010   |                 |

Примітка: таблиця складена за даними сайту Верховної Ради України

### Депутати
За результатами місцевих виборів 2010 року депутатами ради стали:

#### За суб'єктами висування
| Суб'єкт висування                 | Кількість обраних депутатів | %    |
| --------------------------------- | --------------------------- | ---- |
| Партія регіонів                   | 6                           | 37,5 |
| Політична партія «Сильна Україна» | 6                           | 37,5 |
| Комуністична партія України       | 3                           | 18,8 |
| Самовисування                     | 1                           | 6,3  |

#### За округами
| № округу                          | Прізвище, ім'я, по батькові      | Дата визнання обраним | Освіта             | Партійна приналежність                  | Відомості про обраного депутата                 |
| --------------------------------- | -------------------------------- | --------------------- | ------------------ | --------------------------------------- | ----------------------------------------------- |
| Комуністична партія України       |                                  |                       |                    |                                         |                                                 |
| 5                                 | Крук Ірина Василівна             | 05.11.2010            | середня            | член Комуністичної партії України       | Октябрський сільський клуб, завідувачка         |
| 7                                 | Заболотня Світлана Миколаївна    | 05.11.2010            | середня            | член Комуністичної партії України       | тимчасово не працює                             |
| 8                                 | Работнікова Іраїда Іванівна      | 05.11.2010            | середня спеціальна | позапартійна                            | Привільненська сільська бібліотека, бібліотекар |
| Партія регіонів                   |                                  |                       |                    |                                         |                                                 |
| 1                                 | Сидоряк В'ячеслав Іванович       | 05.11.2010            | вища               | позапартійний                           | приватний підприємець                           |
| 3                                 | Орел Валерій Костянтинович       | 05.11.2010            | вища               | член Партії регіонів                    | тимчасово не працює                             |
| 4                                 | Петльова Юлія Іванівна           | 05.11.2010            | середня            | позапартійна                            | Дитячий ясла-садок «Теремок», вихователь        |
| 9                                 | Заєць Тамара Миколаївна          | 05.11.2010            | середня            | позапартійна                            | пенсіонер                                       |
| 10                                | Романюта Надія Леонідівна        | 05.11.2010            | середня            | позапартійна                            | пенсіонер                                       |
| 13                                | Золотухіна Валентина Анатоліївна | 05.11.2010            | середня            | позапартійна                            | пенсіонер                                       |
| Політична партія «Сильна Україна» |                                  |                       |                    |                                         |                                                 |
| 2                                 | Темечко Галина Євгенівна         | 05.11.2010            | середня спеціальна | член Політичної партії «Сильна Україна» | пенсіонер                                       |
| 11                                | Герус Наталя Миколаївна          | 05.11.2010            | вища               | член Політичної партії «Сильна Україна» | загальноосвітня школа, вчитель                  |
| 12                                | Гладких Олександр Миколайович    | 05.11.2010            | середня спеціальна | член Політичної партії «Сильна Україна» | тимчасово не працює                             |
| 14                                | Павлов Анатолій Федорович        | 05.11.2010            | середня спеціальна | член Політичної партії «Сильна Україна» | Привільненська загальноосвітня школа, завгосп   |
| 15                                | Врублевська Мирослава Михайлівна | 05.11.2010            | середня спеціальна | член Політичної партії «Сильна Україна» | тимчасово не працює                             |
| 16                                | Подрез Ігор Вікторович           | 05.11.2010            | середня спеціальна | член Політичної партії «Сильна Україна» | ПП «Подрез», підприємець                        |
| Самовисування                     |                                  |                       |                    |                                         |                                                 |
| 6                                 | Сазанова Олена Миколаївна        | 17.01.2011            | вища               | член Народної партії                    | Сільська рада, секретар                         |